# Оскар (кинопремия, 2008)
80-я церемония вручения наград премии «Оскар» за заслуги в области кинематографа за 2007 год состоялась 24 февраля 2008 года в театре «Кодак» (Голливуд, Лос-Анджелес, Калифорния). Церемония прошла под главенствованием ведущего юмористического ток-шоу Джона Стюарта, который за два года до этого уже вёл церемонию вручения наград.
Кандидаты на получение «Оскара» были оглашены 22 января 2008 года президентом киноакадемии Сидом Ганисом и актрисой Кэти Бэйтс.

## Фильмы, получившие несколько номинаций
21 фильм участвовал в конкурсе по нескольким номинациям.
| Фильм                                               | номинации | победы |
| --------------------------------------------------- | --------- | ------ |
| • Старикам тут не место / No Country for Old Men    | 8         | 4      |
| • Нефть / There Will Be Blood                       | 8         | 2      |
| • Майкл Клейтон / Michael Clayton                   | 7         | 1      |
| • Искупление / Atonement                            | 7         | 1      |
| • Рататуй (м/ф) / Ratatouille                       | 5         | 1      |
| • Джуно / Juno                                      | 4         | 1      |
| • Скафандр и бабочка / Le scaphandre et le papillon | 4         | -      |
| • Ультиматум Борна / The Bourne Ultimatum           | 3         | 3      |
| • Жизнь в розовом цвете / La môme                   | 3         | 2      |
| • Суини Тодд, демон-парикмахер с Флит-стрит         | 3         | 1      |
| • Зачарованная / Enchanted                          | 3         | -      |
| • Трансформеры / Transformers                       | 3         | -      |
| • Золотой век / Elizabeth: The Golden Age           | 2         | 1      |
| • Золотой компас / The Golden Compass               | 2         | 1      |
| • Вдали от неё / Away from Her                      | 2         | -      |
| • Дикари / The Savages                              | 2         | -      |
| • Как трусливый Роберт Форд убил Джесси Джеймса     | 2         | -      |
| • В диких условиях / Into the Wild                  | 2         | -      |
| • Гангстер / American Gangster                      | 2         | -      |
| • Поезд на Юму / 3:10 to Yuma                       | 2         | -      |
| • Пираты Карибского моря: На краю света             | 2         | -      |

## Список лауреатов и номинантов
★ Победители выделены отдельным цветом. 

### Основные категории
| Категории                                | Лауреаты и номинанты                                                     | Лауреаты и номинанты                                                                         |
| ---------------------------------------- | ------------------------------------------------------------------------ | -------------------------------------------------------------------------------------------- |
| Лучший фильм                             | ★ Старикам тут не место (продюсеры: Скотт Рудин, Итан Коэн и Джоэл Коэн) | ★ Старикам тут не место (продюсеры: Скотт Рудин, Итан Коэн и Джоэл Коэн)                     |
| Лучший фильм                             | • Искупление (продюсеры: Тим Беван, Эрик Феллнер и Пол Уэбстер)          |                                                                                              |
| Лучший фильм                             | • Джуно (продюсеры: Лайан Халфон, Мэйсон Новик и Расселл Смит)           |                                                                                              |
| Лучший фильм                             | • Майкл Клейтон (продюсеры: Сидни Поллак, Дженнифер Фокс и Керри Орент)  |                                                                                              |
| Лучший фильм                             | • Нефть (продюсеры: Джоэнн Селлар, Пол Томас Андерсон и Дэниел Лупи)     |                                                                                              |
| Лучшая режиссура                         | Джоэл Коэн (справа) и Итан Коэн                                          | ★ Джоэл Коэн и Итан Коэн за фильм «Старикам тут не место»                                    |
| Лучшая режиссура                         | Джоэл Коэн (справа) и Итан Коэн                                          | • Джулиан Шнабель — «Скафандр и бабочка»                                                     |
| Лучшая режиссура                         | Джоэл Коэн (справа) и Итан Коэн                                          | • Джейсон Райтман — «Джуно»                                                                  |
| Лучшая режиссура                         | Джоэл Коэн (справа) и Итан Коэн                                          | • Тони Гилрой — «Майкл Клейтон»                                                              |
| Лучшая режиссура                         | Джоэл Коэн (справа) и Итан Коэн                                          | • Пол Томас Андерсон — «Нефть»                                                               |
| Лучший актёр                             | Дэниел Дэй-Льюис                                                         | ★ Дэниел Дэй-Льюис — «Нефть» (за роль Дэниела Плэйнвью)                                      |
| Лучший актёр                             | Дэниел Дэй-Льюис                                                         | • Джордж Клуни — «Майкл Клейтон» (за роль Майкла Клейтона)                                   |
| Лучший актёр                             | Дэниел Дэй-Льюис                                                         | • Джонни Депп — «Суини Тодд, демон-парикмахер с Флит-стрит» (за роль Суини Тодда)            |
| Лучший актёр                             | Дэниел Дэй-Льюис                                                         | • Томми Ли Джонс — «В долине Эла» (за роль Хэнка Дирфилда)                                   |
| Лучший актёр                             | Дэниел Дэй-Льюис                                                         | • Вигго Мортенсен — «Порок на экспорт» (за роль Николая Лужина)                              |
| Лучшая актриса                           | Марион Котийяр                                                           | ★ Марион Котийяр — «Жизнь в розовом цвете» (за роль Эдит Пиаф)                               |
| Лучшая актриса                           | Марион Котийяр                                                           | • Кейт Бланшетт — «Золотой век» (за роль королевы Англии Елизаветы I)                        |
| Лучшая актриса                           | Марион Котийяр                                                           | • Джули Кристи — «Вдали от неё» (за роль Фионы Андерсон)                                     |
| Лучшая актриса                           | Марион Котийяр                                                           | • Лора Линни — «Дикари» (за роль Уэнди Сэвидж)                                               |
| Лучшая актриса                           | Марион Котийяр                                                           | • Эллен Пейдж — «Джуно» (за роль Джуно МакГафф)                                              |
| Лучший актёр второго плана               | Хавьер Бардем                                                            | ★ Хавьер Бардем — «Старикам тут не место» (за роль Антона Чигура)                            |
| Лучший актёр второго плана               | Хавьер Бардем                                                            | • Кейси Аффлек — «Как трусливый Роберт Форд убил Джесси Джеймса» (за роль Роберта Форда)     |
| Лучший актёр второго плана               | Хавьер Бардем                                                            | • Филип Сеймур Хоффман — «Война Чарли Уилсона» (за роль Гаста Авракотоса)                    |
| Лучший актёр второго плана               | Хавьер Бардем                                                            | • Хэл Холбрук — «В диких условиях» (за роль Рона Франца)                                     |
| Лучший актёр второго плана               | Хавьер Бардем                                                            | • Том Уилкинсон — «Майкл Клейтон» (за роль Артура Эденса)                                    |
| Лучшая актриса второго плана             |                                                                          | ★ Тильда Суинтон — «Майкл Клейтон» (за роль Карен Кроудер)                                   |
| Лучшая актриса второго плана             | • Кейт Бланшетт — «Меня там нет» (за роль Джуд Куинн)                    |                                                                                              |
| Лучшая актриса второго плана             | • Руби Ди — «Гангстер» (за роль мамы Лукас)                              |                                                                                              |
| Лучшая актриса второго плана             | • Сирша Ронан — «Искупление» (за роль Брайони Таллис (в 13 лет))         |                                                                                              |
| Лучшая актриса второго плана             | • Эми Райан — «Прощай, детка, прощай» (за роль Хелен МакКриди)           |                                                                                              |
| Лучший оригинальный сценарий             | Диабло Коди                                                              | ★ Диабло Коди — «Джуно»                                                                      |
| Лучший оригинальный сценарий             | Диабло Коди                                                              | • Нэнси Оливер — «Ларс и настоящая девушка»                                                  |
| Лучший оригинальный сценарий             | Диабло Коди                                                              | • Тони Гилрой — «Майкл Клейтон»                                                              |
| Лучший оригинальный сценарий             | Диабло Коди                                                              | • Брэд Бёрд, Ян Пинкава и Джим Капобьянко — «Рататуй»                                        |
| Лучший оригинальный сценарий             | Диабло Коди                                                              | • Тамара Дженкинс — «Дикари»                                                                 |
| Лучший адаптированный сценарий           | Джоэл Коэн (справа) и Итан Коэн                                          | ★ Итан Коэн и Джоэл Коэн — «Старикам тут не место» (по одноимённому роману Кормака Маккарти) |
| Лучший адаптированный сценарий           | Джоэл Коэн (справа) и Итан Коэн                                          | • Кристофер Хэмптон — «Искупление» (по одноимённому роману Иэна Макьюэна)                    |
| Лучший адаптированный сценарий           | Джоэл Коэн (справа) и Итан Коэн                                          | • Сара Полли — «Вдали от неё» (по рассказу Элис Манро «Медведь перешёл через гору»)          |
| Лучший адаптированный сценарий           | Джоэл Коэн (справа) и Итан Коэн                                          | • Рональд Харвуд — «Скафандр и бабочка» (по одноимённой автобиографии Жана-Доминика Боби)    |
| Лучший адаптированный сценарий           | Джоэл Коэн (справа) и Итан Коэн                                          | • Пол Томас Андерсон — «Нефть» (по роману Эптона Синклера «Нефть!»)                          |
| Лучший анимационный полнометражный фильм | ★ Рататуй / Ratatouille (Брэд Бёрд)                                      | ★ Рататуй / Ratatouille (Брэд Бёрд)                                                          |
| Лучший анимационный полнометражный фильм | • Персеполис / Persepolis (Маржан Сатрапи и Винсент Паронно)             |                                                                                              |
| Лучший анимационный полнометражный фильм | • Лови волну! / Surf’s Up (Эш Бреннон и Крис Бак)                        |                                                                                              |
| Лучший фильм на иностранном языке        | ★ Фальшивомонетчики / Die Fälscher (Австрия) реж. Штефан Рузовицки       | ★ Фальшивомонетчики / Die Fälscher (Австрия) реж. Штефан Рузовицки                           |
| Лучший фильм на иностранном языке        | • Бофор / בופור (Израиль) реж. Йосеф Сидар                               |                                                                                              |
| Лучший фильм на иностранном языке        | • Катынь / Katyń (Польша) реж. Анджей Вайда                              |                                                                                              |
| Лучший фильм на иностранном языке        | • Монгол (Казахстан) реж. Сергей Бодров ст.                              |                                                                                              |
| Лучший фильм на иностранном языке        | • 12 (Россия) реж. Никита Михалков                                       |                                                                                              |

### Другие категории
| Категории                                    | Лауреаты и номинанты |
| -------------------------------------------- | --- |
| Лучшая музыка                                | ★ Дарио Марианелли — «Искупление»                                                                                         |
| Лучшая музыка                                | • Альберто Иглесиас — «Бегущий за ветром»                                                                                 |
| Лучшая музыка                                | • Джеймс Ньютон Ховард — «Майкл Клейтон»                                                                                  |
| Лучшая музыка                                | • Майкл Джаккино — «Рататуй»                                                                                              |
| Лучшая музыка                                | • Марко Белтрами — «Поезд на Юму»                                                                                         |
| Лучшая песня к фильму                        | ★ Falling Slowly — «Однажды» — музыка и слова: Глен Хансард и Маркета Ирглова                                             |
| Лучшая песня к фильму                        | • Happy Working Song — «Зачарованная» — музыка: Алан Менкен, слова: Стивен Шварц                                          |
| Лучшая песня к фильму                        | • Raise It Up — «Август Раш» — музыка и слова: Ямал Джозеф, Чарльз Мак и Тевин Томас                                      |
| Лучшая песня к фильму                        | • So Close — «Зачарованная» — музыка: Алан Менкен, слова: Стивен Шварц                                                    |
| Лучшая песня к фильму                        | • That’s How You Know — «Зачарованная» — музыка: Алан Менкен, слова: Стивен Шварц                                         |
| Лучший монтаж                                | ★ Кристофер Раус — «Ультиматум Борна»                                                                                     |
| Лучший монтаж                                | • Жюльетт Вельфлин — «Скафандр и бабочка»                                                                                 |
| Лучший монтаж                                | • Джей Кэссиди — «В диких условиях»                                                                                       |
| Лучший монтаж                                | • Итан Коэн, Джоэл Коэн — «Старикам тут не место»                                                                         |
| Лучший монтаж                                | • Дилан Тиченор — «Нефть»                                                                                                 |
| Лучшая операторская работа                   | ★ Роберт Элсвит — «Нефть»                                                                                                 |
| Лучшая операторская работа                   | • Роджер Дикинс — «Как трусливый Роберт Форд убил Джесси Джеймса»                                                         |
| Лучшая операторская работа                   | • Шеймас Макгарви — «Искупление»                                                                                          |
| Лучшая операторская работа                   | • Януш Камински — «Скафандр и бабочка»                                                                                    |
| Лучшая операторская работа                   | • Роджер Дикинс — «Старикам тут не место»                                                                                 |
| Лучшая работа художника                      | ★ Данте Ферретти (постановщик), Франческа Ло Скьяво (декоратор) — «Суини Тодд, демон-парикмахер с Флит-стрит»             |
| Лучшая работа художника                      | • Артур Макс (постановщик), Бет А. Рубино (декоратор) — «Гангстер»                                                        |
| Лучшая работа художника                      | • Сара Гринвуд (постановщик), Кэти Спенсер (декоратор) — «Искупление»                                                     |
| Лучшая работа художника                      | • Деннис Гасснер (постановщик), Анна Пиннок (декоратор) — «Золотой компас»                                                |
| Лучшая работа художника                      | • Джек Фиск (постановщик), Джим Эриксон (декоратор) — «Нефть»                                                             |
| Лучший дизайн костюмов                       | ★ Александра Бирн — «Золотой век»                                                                                         |
| Лучший дизайн костюмов                       | • Альберт Вольски — «Через Вселенную»                                                                                     |
| Лучший дизайн костюмов                       | • Жаклин Дюрран — «Искупление»                                                                                            |
| Лучший дизайн костюмов                       | • Марит Аллен (номинирована посмертно) — «Жизнь в розовом цвете»                                                          |
| Лучший дизайн костюмов                       | • Коллин Этвуд — «Суини Тодд, демон-парикмахер с Флит-стрит»                                                              |
| Лучший звук                                  | ★ Скотт Миллан, Дэвид Паркер, Кирк Фрэнсис — «Ультиматум Борна»                                                           |
| Лучший звук                                  | • Скип Ливси, Крейг Берки, Грег Орлофф, Питер Ф. Курланд — «Старикам тут не место»                                        |
| Лучший звук                                  | • Рэнди Том, Майкл Семаник, Док Кейн — «Рататуй»                                                                          |
| Лучший звук                                  | • Пол Мэсси, Дэвид Джаммарко, Джим Стьюбе — «Поезд на Юму»                                                                |
| Лучший звук                                  | • Кевин О’Коннелл, Грег П. Расселл, Питер Дж. Девлин — «Трансформеры»                                                     |
| Лучший звуковой монтаж                       | ★ Карен Бэйкер Лэндерс, Пер Холлберг — «Ультиматум Борна»                                                                 |
| Лучший звуковой монтаж                       | • Скип Ливси — «Старикам тут не место»                                                                                    |
| Лучший звуковой монтаж                       | • Рэнди Том, Майкл Сильверс — «Рататуй»                                                                                   |
| Лучший звуковой монтаж                       | • Кристофер Скарабозио, Мэттью Вуд — «Нефть»                                                                              |
| Лучший звуковой монтаж                       | • Итан Ван дер Рин, Майк Хопкинс — «Трансформеры»                                                                         |
| Лучшие визуальные эффекты                    | ★ Майкл Л. Финк, Билл Вестенхофер, Бен Моррис и Тревор Вуд — «Золотой компас»                                             |
| Лучшие визуальные эффекты                    | • Джон Нолл, Хэл Т. Хикель, Чарльз Гибсон, Джон Фрейзер — «Пираты Карибского моря: На краю света»                         |
| Лучшие визуальные эффекты                    | • Скотт Фаррар, Scott Benza, Расселл Эрл и Джон Фрейзер — «Трансформеры»                                                  |
| Лучший грим                                  | ★ Дидье Лавернь, Жан Арчибальд — «Жизнь в розовом цвете»                                                                  |
| Лучший грим                                  | • Рик Бейкер, Казухиро Цуджи — «Уловки Норбита»                                                                           |
| Лучший грим                                  | • Ве Нилл, Мартин Сэмюэл — «Пираты Карибского моря: На краю света»                                                        |
| Лучший документальный полнометражный фильм   | ★ Такси на тёмную сторону / Taxi to the Dark Side (Алекс Гибни и Ева Орнер)                                               |
| Лучший документальный полнометражный фильм   | • Конца и края нет / No End in Sight (Чарльз Фергюсон и Одри Маррс)                                                       |
| Лучший документальный полнометражный фильм   | • Операция «Возвращение»: Записки о военном опыте / Operation Homecoming: Writing the Wartime Experience (Ричард Роббинс) |
| Лучший документальный полнометражный фильм   | • Здравозахоронение / Sicko (Майкл Мур и Меган О’Хара)                                                                    |
| Лучший документальный полнометражный фильм   | • Война и танцы / War/Dance (Андреа Никс и Шон Файн)                                                                      |
| Лучший документальный короткометражный фильм | ★ Право на наследие / Freeheld (Синтия Вэйд и Ванесса Рот)                                                                |
| Лучший документальный короткометражный фильм | • Корона / La Corona (Аманда Микели и Изабель Вега)                                                                       |
| Лучший документальный короткометражный фильм | • Салим Баба / Salim Baba (Тим Штернберг и Франциско Белло)                                                               |
| Лучший документальный короткометражный фильм | • Мать Сари / Sari’s Mother (Джеймс Лонгли)                                                                               |
| Лучший игровой короткометражный фильм        | ★ Моцарт среди карманников / Le Mozart des pickpockets (Филипп Поле-Виллар)                                               |
| Лучший игровой короткометражный фильм        | • Ночью / Om natten (Кристиан Э. Кристиансен и Луиза Вест)                                                                |
| Лучший игровой короткометражный фильм        | • Заместитель / Il supplente (Андреа Джублин)                                                                             |
| Лучший игровой короткометражный фильм        | • Аргентинское танго / Tanghi Argentini (Гвидо Тис и Аня Делеманс)                                                        |
| Лучший игровой короткометражный фильм        | • Женщина Тонто / The Tonto Woman (Дэниэл Барбер и Мэттью Браун)                                                          |
| Лучший анимационный короткометражный фильм   | ★ Петя и волк / Peter & the Wolf (Сьюзи Темплтон и Хью Велчман)                                                           |
| Лучший анимационный короткометражный фильм   | • Я встретил моржа / I Met the Walrus (Джош Раскин)                                                                       |
| Лучший анимационный короткометражный фильм   | • Мадам Тутли-Путли / Madame Tutli-Putli (Крис Лавис и Мацек Щербовски)                                                   |
| Лучший анимационный короткометражный фильм   | • Даже простофили попадают на небеса / Même les pigeons vont au paradis (Самуэль Турнекс и Simon Vanesse)                 |
| Лучший анимационный короткометражный фильм   | • Моя любовь (Александр Петров)                                                                                           |

### Специальная награда
| Премия за выдающиеся заслуги в кинематографе (Почётный «Оскар») | ★ Роберт Ф. Бойл — как признание одного из самых выдающихся художников-постановщиков кинематографа. |